# 뤄즈쥔

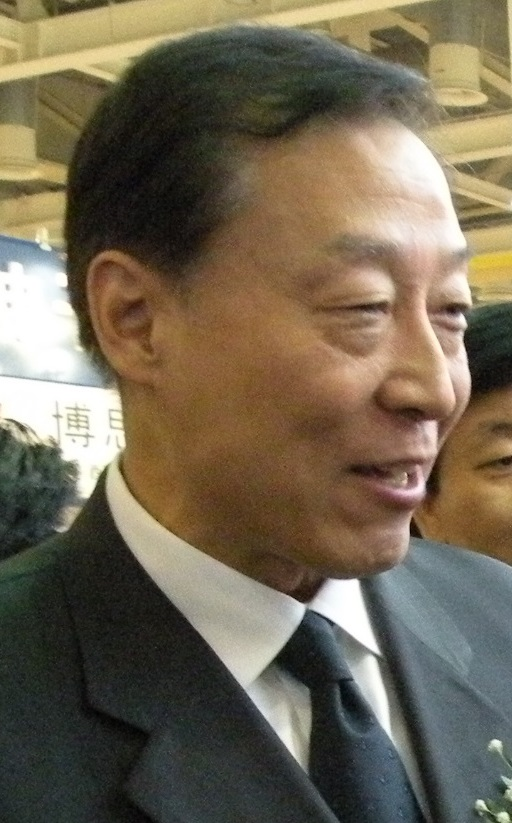

뤄즈쥔(중국어 간체자: 罗志军, 정체자: 羅志軍, 병음: Luó Zhìjūn, 1951년 12월 28일~2023년 4월 1일)는 중화인민공화국의 정치인이다. 현재 장쑤성 중국 공산당 당위원회 서기이다.
랴오닝성 링위안시 출신으로 1969년 중국 공산당에 입당했다. 중국정법대학 정치학과를 졸업했다. 장쑤성 인민정부 성장과 중국공산당 장쑤성 성위원회 서기를 역임했으며 현재 전국인민대표대회 환경 및 자원보호위원회 부주임 위원이다. 중국공산당 제17기 중앙후보위원과 제18기 중앙위원을 지냈다.